# 池部鈞
池部 鈞（いけべ ひとし、1886年（明治19年）3月3日 - 1969年（昭和44年）12月17日）は、東京府東京市本所区（現東京都墨田区本所）出身の日本の風刺漫画家、洋画家。旧姓・山下。
岡本一平の義弟（妻が岡本一平の妹）、岡本太郎の叔父にあたり、俳優の池部良は実子。

## 来歴
1886年（明治19年）3月3日、東京本所に生まれる。東京府人の山下覺之介の二男。叔父で芝区露月町で洋服商の池田屋を営む池部鍬吉の養子となる。台東区立下谷小学校に通った。
1898年（明治31年）頃、12歳時に神田の錦城中学に入学、翌1899年（明治32年）から1900年（明治33年）にかけての時期に白馬会展の展観作品に感動し画家を志す。
中学3年となった1902年（明治35年）頃、石井柏亭に師事を願い出るが断られ、代わりに紹介された渡辺審也に師事する。1910年（明治43年）、東京美術学校を卒業、翌1911年（明治44年）、朝鮮京城日報社入社、1914年（大正3年）には徳富蘇峰の国民新聞に入社し政治・議会・社会分野などの漫画を担当した。
1916年（大正5年）、漫画誌「トバエ」が創刊され参加、翌1917年（大正7年）、「漫画」創刊参加、その後も漫画分野では1922年（大正11年）「漫画の畑」、1925年（大正14年）、「漫画ボーイ」などに創刊号から執筆参加し漫画界の第一人者として活躍した。
漫画分野の活躍と前後して、油絵分野では1921年（大正10年）の帝展出品作「大道芸人」より帝展出品を開始、1928年（昭和3年）、第9回帝展「少女球戯図」が帝展特選、続く1930年（昭和5年）、第11回帝展「踊」も帝展特選および無鑑査となった。
1938年（昭和13年）、一水会会員、のちに一水会運営委員、日展評議員も務めた。
1966年（昭和41年）、「美人一列」が日本芸術院賞恩賜賞受賞、翌1967年（昭和42年）、勲四等旭日小綬章受章。
1969年（昭和44年）12月17日、心不全のため東京都八王子市の永生病院で死去、享年83。

## 人物
趣味は旅行。宗教は日蓮宗。住所は東京市大森区新井宿四丁目。せっかちな江戸っ子気質で、自宅で鍋を囲むときは必ず鍋奉行に興じ、特にすき焼きを食べる際は、〆の最後に沢庵や白菜の漬物を入れていた。これについて息子の池部良は「まずくはないが、馴れるまで時間がかかった」と述懐している。

## 著作
- 池部鈞『僕の学生時代』磯部甲陽堂、1918年。ASIN B0099H0HFI。
- 池部鈞、服部亮英、細木原青起、牛島一水、小林克巳、北澤楽天、水島爾保布、宮尾しげを『漫畫の滿洲』大阪屋号書店、1927年10月。NCID BN15555671。
- 池部鈞『凸凹放送局 : 池部鈞集』現代ユウモア全集刊行会、1929年。NCID BA63316851。

展覧会出品目録については#外部リンク参照

## 家族・親族
池部家　
- 養父・鍬吉[6][7]
- 妻・クワウ（1897年 - ?、東京、岡本一平の妹[4]、岡本竹次郎の三女[6][7]）
- 息子・良[6][7]（1918年 - 2010年、俳優）、光介[16]

親戚
- 岡本一平（漫画家）
- 岡本かの子（歌人、小説家）
- 岡本太郎（芸術家）